# Історія освоєння мінеральних ресурсів Суринаму
Історія освоєння мінеральних ресурсів Суринаму
Промисловий видобуток золотих руд в невеликих кількостях вівся на території Суринаму з кінця XIX ст. На початку XX ст. експорт золота становить 26 %. У 1898 р. німецьким гірничим інженером К. Дюбуа були виявлені поклади бокситів, які до 1910-1913 років використовували як щебінь в дорожніх покриттях. У 1916 р. американська корпорація «Alcoa» за участю голландських акціонерів почала видобуток бокситів, а пізніше викупила всі землі, багаті на цю сировину. Вивіз бокситів почався в 1922 р., а в 1931-1940 роках становив понад 50% експорту. Широкомасштабна розробка бокситових родовищ почалася після Другої світової війни: тоді з Суринаму в США вивозилося понад 75% видобутих бокситів. У 1990-х рр. Суринам входив до 5 провідних країн західного світу з видобутку бокситів і виробництва глинозему.
З 1982 р. в країні розпочався промисловий видобуток нафти (родовище Тамбаредхо), де діють 40 свердловин. Близько 40% нафти експортують, решта використовується для енергетичного забезпечення виробництва глинозему і алюмінію.
На початку XXI ст. Суринам диспонує родовищами бокситів, нафти, руд заліза, міді, мангану, золота, хрому, нікелю, рідкісних металів (берилію, ніобію, танталу), платини, алмазів, кварцових пісків, каоліну. Гірнича промисловість — найважливіша галузь економіки країни, на частку якої припадає до 30% валової промислової продукції і 70% вартості експорту. Основу мінерально-сировинного сектора економіки Суринаму складає видобуток і переробка бокситів (4 млн т бокситів на рік,), що забезпечує 4% ВВП. У 2001 р. бокситова галузь забезпечувала до 15% ВВП і 70% експорту. Загальне керівництво бокситовидобувною промисловістю в країні здійснює Суринамський інститут бокситів. Основні родовища зосереджені в Паранамі і Мунго на північному сході країни. Бокситодобувна промисловість контролюється американськими і нідерландськими компаніями. Видобуток бокситів високо механізований, тому в цій галузі зайнято менше 5% працездатного населення.
Крім того, в країні видобувають золото і алмази. Експлуатація розсипів алмазів  ведеться кустарним способом. До 50% алмазів, що добуваються представлено ювелірними сортами.